# اناریتا
اناریتا (به لاتین: Anarita) یک منطقهٔ مسکونی در قبرس است که در ناحیه پافوس واقع شده‌است.

## خصوصیات
اناریتا ۳۶۸ نفر جمعیت دارد.